# オオハチドリ
オオハチドリ（学名：Patagona gigas）は、ハチドリ科に分類される鳥の一種。 